# ميليسا مايو(لاعبة كرة قاعدة)
ميليسا مايو (من مواليد 2 نوفمبر 1998) هي لاعبة كرة قاعدة فرنسية لجامعة لويزيانا في فريق راجين كاجونز للكرة اللينة التابع للرابطة الوطنية لرياضة الجامعات في لافاييت، وقد مثلت فرنسا في فرق البيسبول الوطنية والبيسبول تحت 18 سنة. تعتبر ميليسا أول لاعبة مؤهلة توقع مع فريق كبير في دوري كرة القاعدة الرئيسي. شاركت ميليسا كعضوة في منتخب بلادها للسيدات حيث لعبت في أول بطولة أوروبية للسيدات في عام 2019. حصلت ميسليسا على جائزة حزام الشمس لأفضل لاعب في لعام 2022.

## روابط خارجية
- ميليسا مايو تناقش مستقبلها في لعبة البيسبول